# Battaglia del convoglio Espero
La battaglia del Convoglio Espero fu uno dei primissimi scontri navali tra la Royal Navy e la Regia Marina durante la seconda guerra mondiale. Fu uno scontro minore che avvenne il 28 giugno 1940, quando le unità di scorta a tre convogli inglesi diretti ad Alessandria scoprirono un piccolo convoglio italiano, costituito da tre cacciatorpediniere, diretto da Taranto a Tobruk.

## Premesse
Nelle prime settimane di guerra, scomparso il fronte libico-tunisino per la caduta della Francia, il comando supremo italiano decise di progettare un'offensiva sul fronte libico-egiziano in Cirenaica. Non essendovi in loco tutto il necessario per supportare un'offensiva di quella portata, il comando italiano dovette approntare con rapidità i rifornimenti, che però non potevano essere inviati su rotte relativamente sicure a Tripoli, troppo lontana dal fronte. Fu deciso quindi di inviare materiali e truppe a Tobruk, che però si trovava pericolosamente vicina alla base navale di Alessandria. I convogli là diretti avrebbero dovuto essere adeguatamente programmati e fortemente scortati con relativo allungamento dei tempi di approntamento. Fu quindi scelto di sopperire alle necessità più urgenti inviando piccole aliquote di materiali e truppe mediante unità da guerra (prevalentemente cacciatorpediniere e sommergibili). Una di queste missioni prevedeva l'invio a Tobruk di due batterie Milmart con dieci cannoni, 120 tonnellate di munizioni e 162 uomini.

## Le forze in campo
Per compiere questa missione furono scelti tre cacciatorpediniere della classe Turbine, appartenenti alla II squadriglia: Espero (caposquadriglia), Zeffiro e Ostro, che salparono da Taranto alle 22:45 del 27 giugno. Al comando della squadriglia c'era il capitano di vascello Enrico Baroni. Per questa operazione non era ovviamente prevista scorta aerea, ma neppure la ricognizione.
Nel contempo, la Marina britannica aveva in mare tre convogli diretti ad Alessandria: uno, proveniente dalla Grecia, scortato dagli incrociatori leggeri HMS Capetown e HMS Caledon con quattro cacciatorpediniere; altri due, provenienti da Malta, scortati dalla 7ª Divisione Incrociatori comandata dal viceammiraglio John C. Tovey (HMS Orion - ammiraglia, HMS Liverpool, HMAS Sydney, HMS Gloucester e HMS Neptune con quattro cacciatorpediniere) appoggiata a distanza dalle corazzate Ramilles e Royal Sovereign con la portaerei Eagle e otto cacciatorpediniere. L'operazione era come sempre appoggiata dalla ricognizione aerea di Malta e di Alessandria.

## Lo scontro

I cacciatorpediniere italiani furono avvistati verso mezzogiorno del 28 giugno da due Sunderland della ricognizione aerea inglese circa 50 miglia a ovest di Zante. Venuto a conoscenza di ciò, l'ammiraglio Tovey ordinò agli incrociatori della 7ª Divisione di intercettare le navi italiane. Gli incrociatori inglesi, ben informati sui movimenti della navi italiane dalla propria ricognizione aerea, manovrarono in modo da prendere la formazione italiana tra due fuochi, con la 1ª Sezione (Orion, Neptune e Sydney) a nord e la 2ª Sezione (Gloucester e
Liverpool) a sud.
Alle 18:30 nella zona di mare a circa 75 miglia a ovest-sud-ovest di Capo Matapan il Liverpool avvistò le navi italiane. Alle 18:59 i cinque incrociatori inglesi, dalla distanza di circa 16 000 metri, centrarono la prima salva dei loro cannoni da 152 mm sull'ignaro convoglio italiano. Il comandante Baroni sull'Espero, rendendosi subito conto che la maggior velocità delle sue navi non li avrebbe salvati dalla preponderante potenza di fuoco del nemico, decise di coprire con la propria nave le altre due unità mediante cortine fumogene, ordinando loro di disimpegnarsi a tutta velocità verso sud-ovest. Essendo costretto a procedere a zig-zag per distendere la cortina fumogena, l'Espero restò attardato, mentre le distanze con gli incrociatori nemici si accorciavano. Le salve di Espero fanno centro, un suo proiettile da 120MM colpí HMS Liverpool  ,e le manovre diversive di Baroni furono comunque efficaci, perché fu solo alle 19:30 che la prima bordata inglese fece centro, quando la distanza si era ormai ridotta a 12 800 metri e nel frattempo Tovey aveva rinunciato ad inseguire le altre due unità italiane. L'Espero, benché danneggiato, continuò a combattere, sparando e lanciando siluri che non colpirono il bersaglio, ma contribuirono a tenere a distanza gli incrociatori inglesi. Fu solo alle 20:40 che il Sydney riuscì ad affondare con un'ultima bordata il semidistrutto Espero, mentre questo ancora si difendeva sparando colpi di cannone, nel punto 35°18'N 20°12'E.
Durante lo scontro, le unità britanniche della 7ª Divisione utilizzarono un numero sproporzionato di munizioni, quasi 5000 proiettili prima di riuscire ad affondare l'Espero, dopo due ore e quaranta minuti di feroce combattimento. Da parte sua, l'Espero riuscì a colpire il Liverpool con un colpo da 120, causando però solo danni minori.
Lo scontro finì con un tale consumo di munizioni da parte inglese, che gli altri convogli in preparazione da Malta furono rinviati di due settimane. Il Sydney recuperò 47 naufraghi dell'Espero e lasciò sul posto una scialuppa con acqua e viveri.  Altre imbarcazioni, alcune allontanatesi per evitare la prigionia, rimasero alla deriva per diversi giorni senza viveri, a più di cento miglia dalla terra ferma. Solo sei naufraghi riuscirono di sopravvivere per essere ritrovati 14 giorni dopo dal sommergibile italiano "Topazio". 
Il capitano di vascello Baroni affondò con la sua nave e fu insignito della Medaglia d'oro al valor militare alla memoria. Lo Zeffiro e l'Ostro raggiunsero indenni Bengasi il giorno seguente e proseguirono per Tobruk: i due terzi del convoglio erano salvi.
L’Espero fu la prima unità dei 58 cacciatorpediniere italiani affondati durante il conflitto e la prima delle 174 navi mercantili e militari dell’Asse affondate sulle rotte della Libia tra il giugno del 1940 ed il gennaio del 1943.

## Considerazioni finali
Due furono gli insegnamenti principali che le parti in causa poterono trarre da questo scontro. Gli inglesi impararono che un'azione navale diurna da lunga distanza contro unità molto più veloci aveva poche probabilità di dare risultati decisivi. Per gli italiani fu una dolorosa anticipazione di quanto fosse importante una sorveglianza aerea ben coordinata: se ricognitori italiani avessero avvistato le forze navali nemiche in mare, o almeno gli incrociatori alleati prima che questi raggiungessero la distanza utile al tiro, i tre cacciatorpediniere avrebbero potuto disimpegnarsi senza subire alcun danno.